# 伊格爾羅克 (北卡羅萊納州)
伊格爾羅克（英語：Eagle Rock）是位於美國北卡羅萊納州韋克縣的非建制地區。

## 歷史
伊格爾羅克的郵局於1827年設立，其後於1998年停運。

## 地理
伊格爾羅克所處的海拔為高於海平面96米（即315英呎），而該地所採用的時區為UTC-5，即北美东部时区（EST）。同時該地設有夏令時間，為UTC-5調快一小時，即UTC-4（EDT）。